# Шелбивилл (Индиана)
Шелбивилл (англ. Shelbyville) — город и административный центр округа Шелби в штате Индиана в Соединённых Штатах Америки.
Согласно данным переписи населения США 2020 года число жителей города 
составляло 20 067 человек.

## История
В 1818 году земля, где позднее был построен Шелбивилл, была передана Соединенным Штатам народом майами по Договору Сент-Мэри. 
Поселение Шелбивилль было заложено в 1822 году и было названо в честь Айзека Шелби, губернатора Кентукки. Почтовое отделение Шелбивилля начала работу 1823 году. Первая железная дорога, соединяющая Шелбивилль с Индианаполисом, была построена в конце 1830-х годов.
Статус города Шелбивилл получил 21 января 1850 года.

## География
Шелбивилл расположен в центральной части Индианы в пределах агломерации Индианаполиса в 26 милях (42 км) к юго-востоку от центра Индианаполиса на развилке рек Литл-Блю (англ. Little Blue) и Биг-Блю.
Согласно данным Бюро переписи населения США, город имеет общую площадь 11,845 квадратных миль (30,68 км2), из которых 11,56 квадратных миль (29,94 км2 или 97,59%) — это суша и 0,285 квадратных миль (0,74 км2 или 2,41%) — водная поверхность.
В Шелбивилле влажный континентальный климат (по классификации климата Кёппена — Dfa), в котором наблюдается четыре чётко выраженных сезона.